# Pycreus
Pycreus  P.Beauv. é um género botânico pertencente à família Cyperaceae.
O gênero é composto por aproximadamente 230 espécies.

## Principais espécies
| - Pycreus albo-marginatus - Pycreus decumbens - Pycreus esculentus - Pycreus flavescens - Pycreus lanceolatus - Pycreus niger | - Pycreus paraensis - Pycreus pelophylus - Pycreus polystachyos - Pycreus pumilus - Pycreus tener - Pycreus unioloides |

- «PPP-Index Lista completa»